# سیریل اورشلیم
سیریل اورشلیم (یونانی: Κύριλλος Α΄ Ἱεροσολύμων؛ ح. ad 313 – میلادی ۳۸۶ (سن ۷۳)) قدیس مسیحی بود. الاهیدان کلیسای اولیه بود. در اواخر سال ۳۵۰ پس از میلاد او جانشین ماکسیموس سوم اورشلیم به عنوان اسقف اورشلیم شد، اما به دلیل دشمنی آکاکیوس قیصریه و سیاست‌های امپراتوران مختلف، بیش از یک بار تبعید شد. سیریل نوشته‌های مهمی از خود به جای گذاشته‌است که در آن آموزش کاتچومن و نیایش‌سرایی در زمان خود ثبت شده‌است.